# Discografia de Anavitória
A discografia de Anavitória, uma dupla brasileira, compreende quatro álbuns de estúdio, três extended plays, oito singles e três videoclipes lançados desde o início de sua carreira. Em 2016, lançou seu álbum de estreia auto-intitulado com distribuição da gravadora Universal Music. O disco rendeu um disco de platina no Brasil e o primeiro Grammy Latino à dupla. Por esse trabalho, o duo foi indicado em duas categorias no Grammy Latino, ganhando a categoria Melhor Canção em Língua Portuguesa pela canção “Trevo (Tu)”. Em 2018, lançaram seu segundo álbum de estúdio, O Tempo É Agora.

## Álbuns

### Álbuns de estúdio
| Álbum           | Detalhes                                                                                   | Vendas Certificadas | Certificações   |
| --------------- | ------------------------------------------------------------------------------------------ | ------------------- | --------------- |
| Anavitória      | - Lançamento: 19 de agosto de 2016 - Formatos: CD, download digital - Gravadora: Universal | - : 300.000         | - PMB: Diamante |
| O Tempo É Agora | - Lançamento: 3 de agosto de 2018 - Formatos: CD, download digital - Gravadora: Universal  | - : 300.000         | - PMB: Diamante |
| N               | - Lançamento: 29 de novembro de 2019 - Formatos: Download digital - Gravadora: Universal   | - : 40.000          | - PMB: Ouro     |
| Cor             | - Lançamento: 1º de janeiro de 2021 - Formatos: Download digital - Gravadora: F/Simas      | - : 80.000          | - PMB: Platina  |
| Esquinas        | - Lançamento: 12 de dezembro de 2024 - Formatos: Download digital - Gravadora: F/Simas     |                     |                 |

### Extended plays(EPs)
| Álbum                                                                           | Detalhes                                                                                         |
| ------------------------------------------------------------------------------- | ------------------------------------------------------------------------------------------------ |
| Anavitória                                                                      | - Lançamento: 2 de abril de 2015 - Formatos: EP, download digital - Gravadora: Universal         |
| Anavitória Canta para Pessoas Pequenas, Pessoas Grandes e Não Pessoas Também    | - Lançamento: 6 de outubro de 2017 - Formatos: Download digital - Gravadora: Universal           |
| Anavitória Canta para Foliões de Bloco, Foliões de Avenida e não Foliões Também | - Lançamento: 2 de fevereiro de 2018 - Formatos: Download digital - Gravadora: Universal         |
| Nando Reis e Anavitória Juntos (Ao Vivo)                                        | - Lançamento: 12 de junho de 2020 - Formatos: Download digital - Gravadora: Relicário, Universal |
| Trilhas                                                                         | - Lançamento: 26 de agosto de 2022 - Formatos: Download digital - Gravadora: Anavitória Artes    |

### Trilha sonora
| Álbum         | Detalhes                                                                                |
| ------------- | --------------------------------------------------------------------------------------- |
| Ana e Vitoria | - Lançamento: 7 de dezembro de 2018 - Formatos: Download digital - Gravadora: Universal |

## Singles

### Como artista principal
| Canção                                                                         | Ano  | Melhores posições | Melhores posições | Certificações      | Álbum                                                                           |
| Canção                                                                         | Ano  | BRA               | POR               | Certificações      | Álbum                                                                           |
| ------------------------------------------------------------------------------ | ---- | ----------------- | ----------------- | ------------------ | ------------------------------------------------------------------------------- |
| "Singular"                                                                     | 2015 | —                 | —                 | - PMB: 3× Platina  | Anavitória (EP)                                                                 |
| "Chamego Meu"                                                                  | 2015 | —                 | —                 | - PMB: Platina     | Anavitória (EP)                                                                 |
| "Agora Eu Quero Ir"                                                            | 2016 | —                 | —                 |                    | Anavitória                                                                      |
| "Trevo (Tu)" (part. Tiago Iorc ou Diogo Piçarra)                               | 2016 | 27                | 21                | - PMB: 2× Diamante | Anavitória                                                                      |
| "Fica" (part. Matheus & Kauan)                                                 | 2017 | 47                | —                 | - PMB: 2× Diamante | Anavitória                                                                      |
| "Clareiamô" (part. Saulo Fernandes)                                            | 2018 | —                 | —                 |                    | Anavitória Canta para Foliões de Bloco, Foliões de Avenida e não Foliões Também |
| "Ai, Amor"                                                                     | 2018 | —                 | —                 | - PMB: Diamante    | O Tempo É Agora                                                                 |
| "Porque Eu Te Amo"                                                             | 2018 | —                 | —                 | - PMB: 5× Diamante | O Tempo É Agora                                                                 |
| "Perdoa"                                                                       | 2019 | 61                | —                 | - PMB: Platina     | Não adicionado a nenhum álbum                                                   |
| "Pupila" (com Vitor Kley)                                                      | 2019 | 71                | —                 | - PMB: 4× Diamante | Não adicionado a nenhum álbum                                                   |
| "Partilhar" (com Rubel)                                                        | 2019 | —                 | —                 |                    | Não adicionado a nenhum álbum                                                   |
| "A Gente Junto"                                                                | 2019 | —                 | —                 | - PMB: Platina     | O Tempo É Agora                                                                 |
| "Me Conta da Tua Janela"                                                       | 2020 | —                 | —                 | - PMB: 2× Platina  | Não adicionado a nenhum álbum                                                   |
| "Calendário"                                                                   | 2020 | —                 | —                 | - PMB: 2× Platina  | O Tempo É Agora                                                                 |
| "Não Passa Vontade" (com Duda Beat)                                            | 2020 | —                 | —                 | - PMB: Platina     | Não adicionado a nenhum álbum                                                   |
| "Amarelo, Azul e Branco" (com Rita Lee)                                        | 2021 | —                 | —                 | - PMB: Diamante    | Cor                                                                             |
| "Lisboa" (com Lenine)                                                          | 2021 | —                 | —                 |                    | Cor                                                                             |
| "Explodir"                                                                     | 2021 | —                 | —                 |                    | Cor                                                                             |
| "Geleira do Tempo" (com Jorge & Mateus)                                        | 2021 | —                 | —                 |                    | Não adicionado a nenhum álbum                                                   |
| "universo de coisas que eu desconheço" (com Lagum)                             | 2022 | —                 | —                 |                    | Não adicionado a nenhum álbum                                                   |
| "CAIXA POSTAL" (com Lagum)                                                     | 2022 | —                 | —                 |                    | Não adicionado a nenhum álbum                                                   |
| "—" denota títulos que não entraram nas paradas ou não foram lançados no país. |      |                   |                   |                    |                                                                                 |

### Como artista convidado
| Canção                                                                         | Ano  | Melhores posições | Certificações | Álbum                           |
| Canção                                                                         | Ano  | BRA               | Certificações | Álbum                           |
| ------------------------------------------------------------------------------ | ---- | ----------------- | ------------- | ------------------------------- |
| "Linda" (Projota part. Anavitória)                                             | 2017 | 50                | - PMB: Ouro   | A Milenar Arte de Meter o Louco |
| "Pra Me Refazer" (Sandy part. Anavitória)                                      | 2018 | —                 |               | Nós, Voz, Eles                  |
| "N" (Nando Reis part. Anavitória)                                              | 2018 | —                 |               | Não adicionado a nenhum álbum   |
| "Oceans" (Analaga part. Anavitória)                                            | 2019 | —                 |               | Não adicionado a nenhum álbum   |
| "Travo" (Paulo Novaes part. Anavitória)                                        | 2020 | —                 |               | Não adicionado a nenhum álbum   |
| "No Escuro" (Ana Gabriela part. Anavitória)                                    | 2022 | —                 |               | Não adicionado a nenhum álbum   |
| "—" denota títulos que não entraram nas paradas ou não foram lançados no país. |      |                   |               |                                 |

### Singlespromocionais
| Canção                              | Ano  | Certificado    | Álbum                                                                        |
| ----------------------------------- | ---- | -------------- | ---------------------------------------------------------------------------- |
| "Amores Imperfeitos"                | 2017 | * PMB: Ouro    | Anavitória                                                                   |
| "Mistério"                          | 2017 |                | Anavitória Canta para Pessoas Pequenas, Pessoas Grandes e Não Pessoas Também |
| "Relicário"                         | 2019 | * PMB: Platina | N                                                                            |
| "Dói Sem Tanto"                     | 2020 |                | O Tempo É Agora                                                              |
| "Lisboa-Madrid" (com Jorge Drexler) | 2021 |                | Não adicionado a nenhum álbum                                                |
| "Aguei" (com Jovem Dionisio)        | 2021 |                | Não adicionado a nenhum álbum                                                |

## Outras aparições
| Título                 | Ano  | Outro(s) artista(s)                                                                              | Álbum                       |
| ---------------------- | ---- | ------------------------------------------------------------------------------------------------ | --------------------------- |
| "Dengo"                | 2017 | —                                                                                                | Pega Pega                   |
| "Chovendo na Roseira"  | 2017 | Chitãozinho & Xororó                                                                             | Elas em Evidências: Ao Vivo |
| "No Rancho Fundo"      | 2017 | Chitãozinho & Xororó                                                                             | Elas em Evidências: Ao Vivo |
| "Evidências"           | 2017 | Chitãozinho & Xororó, Simone & Simaria, Kell Smith, Alcione, Tania Mara, Ana Clara e Bruna Viola | Elas em Evidências: Ao Vivo |
| "Tocando em Frente"    | 2018 | —                                                                                                | O Outro Lado do Paraíso     |
| "Me Abraça"            | 2018 | —                                                                                                | Segundo Sol                 |
| "Cheia de Charme"      | 2019 | Guilherme Arantes                                                                                | Amor sem Igual              |
| "Preciso Me Encontrar" | 2021 | —                                                                                                | Diários de Intercâmbio      |

## Vídeos musicais
| Título                            | Ano  | Diretor (es)                    |
| --------------------------------- | ---- | ------------------------------- |
| "Chamego Meu"                     | 2015 | Felipe Simas e Tiago Iorc       |
| "Agora Eu Quero Ir"               | 2016 | Rafael Kent                     |
| "Trevo (Tu)" (versão 1) (Ao vivo) | 2016 | Fabiano Pierri                  |
| "Fica"                            | 2017 | Lucas Mielnik e Daniel Mendes   |
| "Trevo (Tu)" (versão 2)           | 2017 | Felipe Simas e Fabiano Pierri   |
| "Clareiamô"                       | 2018 | Manu Gavassi                    |
| "Perdoa"                          | 2019 | Renato Galvão                   |
| "Pupila"                          | 2019 | Doismilium                      |
| "Partilhar"                       | 2020 | Rubel                           |
| "A Gente Junto"                   | 2020 | Cuatre                          |
| "Me Conta da Tua Janela"          | 2020 | Doismilium                      |
| "Dói Sem Tanto"                   | 2020 | Cuatre                          |
| "Calendário"                      | 2020 | The Fridman Sisters             |
| "Travo"                           | 2020 | Carlos Gayotto & Patrícia Black |

| Título           | Ano  | Artista principal | Diretor (es)    |
| ---------------- | ---- | ----------------- | --------------- |
| "Linda"          | 2017 | Projota           | Mauricio Eça    |
| "Pra Me Refazer" | 2018 | Sandy             | Miguel Cariello |